# Marca FC
A.S. Marca Futebol Clube é uma equipa desportiva de Díli, em Timor-Leste. 
Formada em 2019 para a disputa Campeonato Timorense de Futebol - Terceira Divisão, foi promovida neste mesmo ano para a Segunda Divisão do país.[carece de fontes?] Em 2020, disputou também a Copa FFTL, alcançando as quartas de final.
Na temporada 2022-23, na qual jogou a Segunda Divisão nacional, a equipe foi promovida à Primeira Divisão da Liga Timorense.